# Sede titolare di Rosis
Rosis (in latino: Dioecesis Rhosensis seu Rhossensis) è una sede titolare soppressa della Chiesa cattolica.

## Cronotassi dei vescovi titolari
- Mihály Mánuel Olsavszky, O.S.B.M. † (5 settembre 1743 - 5 novembre 1767 deceduto)[1]
- Jan Bradács † (27 gennaio 1768 - 23 settembre 1771 nominato eparca di Mukačevo)[2]
- Gennaro Portanova † (9 agosto 1883 - 11 febbraio 1885 succeduto vescovo di Ischia)[3]